# Dpiù
Dpiù è dal 2013 un marchio della Maxi Di S.r.l. da quando ha inglobato la Dial S.p.A. che era nata nel 1992.
Maxi Di è una società della Grande distribuzione organizzata che opera con la formula discount, soprattutto nel Nord Italia.

## Storia
Dial è nata dalla collaborazione tra due società della GDO appartenenti al gruppo Selex, la Commerciale Brendolan di Belfiore (VR) (ora Maxi Di S.r.l.) e il gruppo Unicomm di Dueville (VI). Da settembre 2009 è stata completamente acquisita dal gruppo veronese facente capo alla famiglia Brendolan.
L'obiettivo iniziale era quello di sviluppare la formula discount nel Triveneto, con il proprio marchio-insegna Dpiù. In quegli anni nasce la prima piattaforma distributiva a Montegalda (VI) su un'area di 40.000 m² con un magazzino di 17.500 m² coperti. Nel 2008 sorge la seconda piattaforma distributiva per il Nord Ovest, posizionata a Spinetta Marengo (AL) con un'area coperta di 21.000 m². Per l'anno 2015 è prevista l'apertura di una terza piattaforma distributiva preposta al servizio logistico delle filiali dell'Italia centrale.
Nel settembre 1993 Dpiù apre il suo primo punto vendita con un assortimento iniziale di circa 500 referenze. Negli anni la formula commerciale si evolverà fino ad arrivare agli attuali 2400 prodotti, grazie soprattutto all'ampliamento dei settori del surgelato, della carne, dell'ortofrutta e dei salumi e latticini. Aveva inoltre sviluppato, insieme a MD Discount, una serie di prodotti a marchio.
Dal gennaio 2013 viene incorporata nella società capogruppo MAXI DI srl con sede in Viale del Lavoro 20 a Belfiore (VR) mantenendo una propria autonomia gestionale e commerciale, dando origine ad un gruppo che occupa ad oggi più di 5.000 persone e sfiora i 2 miliardi di euro di fatturato.

## Rete di vendita
Dpiù conta su una rete di circa 250 punti vendita di proprietà e 90 in affiliazione e l'area di presenza, oltre al Veneto ed al Friuli-Venezia Giulia, vede il Piemonte, la Liguria, la Lombardia, l'Emilia-Romagna, la Valle d'Aosta, il Trentino-Alto Adige e la Toscana, arrivando fino al Lazio, Marche, Abruzzo e San Marino.
I negozi Dpiù si contraddistinguono per una bassa presenza di prodotti di marca con grande presenza di prodotti a marchio privato e a connotazione salutistica.
In dettaglio la presenza territoriale dei punti vendita Dpiù:
| Regione               | Numero di negozi |
| --------------------- | ---------------- |
| Abruzzo               | 7                |
| Emilia-Romagna        | 62               |
| Friuli-Venezia Giulia | 27               |
| Lazio                 | 12               |
| Liguria               | 8                |
| Lombardia             | 80               |
| Marche                | 6                |
| Piemonte              | 28               |
| San Marino            | 1                |
| Toscana               | 47               |
| Trentino-Alto Adige   | 7                |
| Umbria                | 6                |
| Valle d'Aosta         | 3                |
| Veneto                | 63               |